# Jake Gyllenhaal
Jake Gyllenhaal, właśc. Jacob Benjamin Gyllenhaal (ur. 19 grudnia 1980 w Los Angeles) – amerykański aktor filmowy i teatralny.

## Rodzina i edukacja
Jest synem reżysera Stephena Gyllenhaala i scenarzystki Naomi z domu Foner. Ma starszą siostrę, Maggie, i przyrodniego brata, Luke’a, oraz dwie siostrzenice. Jest potomkiem szwedzkiej rodziny szlacheckiej, Gyllenhaalów. Ojciec Jake’a wyznawał swedenborgianizm, aktor jednak, podobnie jak jego matka, uważa się za Żyda. Jest ojcem chrzestnym Matildy Rose Ledger, córki Heatha Ledgera i Michelle Williams, z którymi występował w filmie Tajemnica Brokeback Mountain.
W 1998 ukończył Harvard-Westlake School. Kontynuował edukację na Uniwersytecie Columbia, po dwóch latach zrezygnował ze studiów, chcąc skupić się na karierze aktorskiej.

## Kariera zawodowa
Zadebiutował rolą syna Mitcha Robbinsa, głównego bohatera komedii Sułtani westernu (1991). W 1992 otrzymał rolę w filmie Potężne Kaczory, rodzice jednak nie pozwolili mu jej przyjąć, ponieważ wiązała się ona z opuszczeniem domu na dwa miesiące. W kolejnych latach pozwalali mu chodzić na przesłuchania, jednak zabraniali mu przyjmowania ról. Kilkukrotnie pojawiał się w filmach swojego ojca, razem z matką i siostrą wystąpił w dwóch odcinkach programu kulinarnego Molto Mario.
Zagrał główną rolę w filmie Dosięgnąć kosmosu (1999) o nastolatku z Zachodniej Wirginii, który stara się zdobyć stypendium naukowe, by nie musieć pracować w kopalni. Kolejny film z jego udziałem, Donnie Darko (2001), nie okazał się finansowym sukcesem, zebrał jednak przychylne opinie krytyków, którzy często chwalili rolę Jake’a. Następnie wcielił się w postać Pilota Kelsona w filmie Autostrada (2002), a jego występ w filmie spotkał się z krytyką, m.in. opisywany był jako „głupi i schematyczny”. Większy sukces odniosły jego role w Pięknie i jeszcze piękniej oraz Życiowych rozterkach. W obu filmach grał młodych mężczyzn rozpoczynających romans ze starszymi kobietami. Aktor opisał później kreacje jako role „nastolatka w okresie przejściowym”.
Miał zastąpić Tobeya Maguire’a w roli Spider-Mana w drugiej części cyklu z powodu problemów zdrowotnych aktora, jednak ten zdołał wyzdrowieć, w związku z czym film nakręcono bez Gyllenhaala. Aktor zagrał w filmie Pojutrze (2004), który zarobił ponad czterysta milionów dolarów.
Teatralnym debiutem Gyllenhaala była rola Warrena w sztuce This Is Our Youth. Za swój występ otrzymał Evening Standard Theatre Award w kategorii „Outstanding Newcomer”.

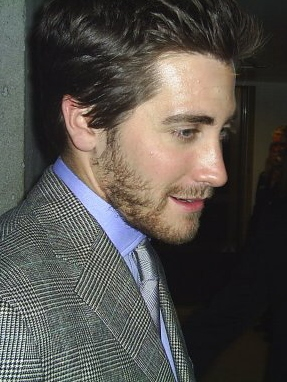
Gyllenhaal podczas premiery filmu Dowód (2005)

W 2005 zagrał w trzech filmach pełnometrażowych: Dowodzie, Jarheadzie: Żołnierzu piechoty morskiej i Tajemnicy Brokeback Mountain oraz krótkiej animacji pod tytułem The Man Who Walked Between the Towers. Wszystkie obrazy zebrały pozytywne recenzje, często chwalono role Gyllenhaala. Wziął też udział w przesłuchaniach do roli Batmana w filmie Batman: Początek. Szczególne uznanie zdobył rolą w Tajemnicy Brokeback Mountain, za którą otrzymał m.in. nagrodę BAFTA dla najlepszego aktora drugoplanowego oraz nominację do Oscara. W 2006, w uznaniu dla jego kariery aktorskiej, został zaproszony do dołączenia do Akademii.
W styczniu 2007 był gospodarzem Saturday Night Live. W tym samym roku wcielił się w postać Roberta Graysmitha w filmie Zodiak (2007). Przygotowując się do roli, spotkał się z Graysmithem i nagrał go, by móc przestudiować jego zachowania i maniery. W tym samym roku zagrał także Douglasa Freemana w filmie Transfer. W 2008 ogłoszono, że zagra w filmie komediowym Nailed oraz w niezatytułowanym filmie Douga Limana, opowiadającym o wyścigu kosmicznym. W 2009 wystąpił w Braciach, będących remakiem duńskiego filmu o tym samym tytule. W 2010 zagrał główne role w adaptacji gry Prince of Persia: Piaski Czasu oraz w komedii romantycznej Miłość i inne używki, a w 2011 wcielił się w postać Coltera Stevensa w filmie Kod nieśmiertelności.
W 2012 zagrał w filmie Bogowie ulicy, opowiadającym o życiu dwóch, pracujących w Los Angeles, policjantów. Aby przygotować się do roli odbył szkolenie taktyczne i towarzyszył policjantom w prawdziwych patrolach. W 2013 zagrał w dwóch filmach Denisa Villeneuva: w Labiryncie wcielił się w rolę detektywa usiłującego odnaleźć porwane dziewczynki, a we Wrogu odegrał rolę nauczyciela historii i jego sobowtóra. W 2014 został producentem thrillera Wolny strzelec, w którym zagrał również główną rolę. W 2015 wystąpił w dramacie sportowym Do utraty sił, dramacie biograficznym Everest oraz komediodramacie Destrukcja. Zasiadał również w jury konkursu głównego na 68. MFF w Cannes. W 2016 zagrał jedną z ról w filmie Zwierzęta nocy.

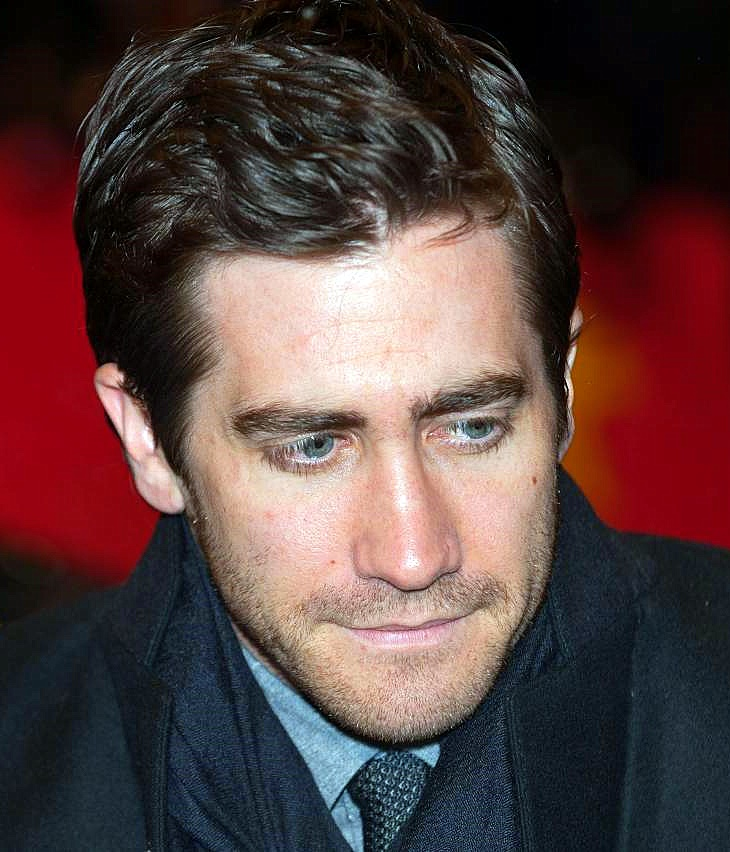
Gyllenhaal podczas Międzynarodowego Festiwalu Filmowego w Berlinie (2012)

W 2017 zagrał w thrillerze science-fiction Life, filmie przygodowym Okja oraz dramacie Niezwyciężony. W 2018 roku wystąpił w dramacie Kraina wielkiego nieba i westernie Bracia Sisters. W 2019 roku wcielił się w Morfa Vandewalta w horrorze satyrycznym Velvet Buzzsaw. W tym samym roku dołączył do Filmowego Uniwersum Marvela, wcielając się w Quentina „Mysterio” Becka w filmie Spider-Man: Daleko od domu.

## Życie prywatne

### Związki
Spotykał się kolejno z Kirsten Dunst, Reese Witherspoon, Taylor Swift i Alyssą Miller. Od 2018 spotyka się z francuską modelką Jeanne Cadieu.
Po premierze Tajemnicy Brokeback Mountain pojawiły się plotki dotyczące orientacji seksualnej aktora. Pogłoski zostały skomentowane przez niego w jednym z wywiadów:

To chyba bardzo miłe, że istnieje plotka, według której jestem biseksualistą. Znaczy to, że mogę grać więcej typów ról. Jestem otwarty na wszystko, do czego publiczność mogłaby chcieć mnie zaprosić. Nigdy tak naprawdę nie pociągali mnie seksualnie mężczyźni, ale wydaje mi się, że gdyby coś takiego kiedyś nastąpiło, nie przyjąłbym tego jako zagrożenia.

### Poglądy polityczne i zainteresowania
Jest aktywny politycznie. W 2004 nakręcił reklamę Rock the Vote i razem ze swoją siostrą odwiedził Uniwersytet Południowej Kalifornii, by zachęcić studentów do głosowania w wyborach. Prowadził także kampanię na rzecz Johna Kerry’ego, kandydującego na stanowisko prezydenta Stanów Zjednoczonych. Podczas wyborów w 2018 poparł, ubiegającego się o miejsce w Senacie, Beto O’Rourke’a, który ostatecznie przegrał z Tedem Cruzem, obecnym senatorem.
W 2003 uczestniczył w kampanii reklamowej American Civil Liberties Union. Wydaje 400 dolarów rocznie na sadzenie drzew w Mozambiku, częściowo w celu promowania programu Future Forests. Po nakręceniu filmu Pojutrze poleciał do Arktyki, by promować świadomość zmian klimatu.
W czasie wolnym zajmuje się gotowaniem i obróbką drewna. Stara się codziennie medytować.

## Nagrody
- Nagroda BAFTA Najlepszy aktor drugoplanowy: 2006 Tajemnica Brokeback Mountain